# Condado de Stark (Ohio)
El condado de Stark es un condado estadounidense, situado en el estado de Ohio. Según el censo de los Estados Unidos del 2000, la población es de 378,098 habitantes. La cabecera del condado es Canton. 

## Geografía
Según la Oficina del Censo de los Estados Unidos, el condado tiene un área total de 1,505 km² (581 millas²). De éstas 1,492 km² (576 mi²) son de tierra y 12 km² (5 mi²) son de agua. 

### Colindancias
- Condado de Portage - norte
- Condado de Mahoning - noreste
- Condado de Columbiana - este
- Condado de Carroll - sureste
- Condado de Tuscarawas - sur
- Condado de Holmes - suroeste
- Condado de Wayne - oeste
- Condado de Summit - noroeste

## Historia
El condado de Stark se formó el 13 de febrero de 1808. Su nombre es en honor de John Stark, general del Ejército Continental durante la guerra de Independencia de los Estados Unidos.

## Demografía
Según el censo del año 2000, hay 378,098 personas, 148,316 cabezas de familia, y 102,782 familias que residen en el condado. La densidad de población es de 253 hab/km² (656 hab/mi²). La composición racial tiene:
- 89.36% Blancos (No hispanos)
- 0.92% Hispanos (Todos los tipos)
- 7.20% Negros o Negros Americanos (No hispanos)
- 0.29% Otras razas (No hispanos)
- 0.54% Asiáticos (No hispanos)
- 1.43% Mestizos (No hispanos)
- 0.24% Nativos Americanos (No hispanos)

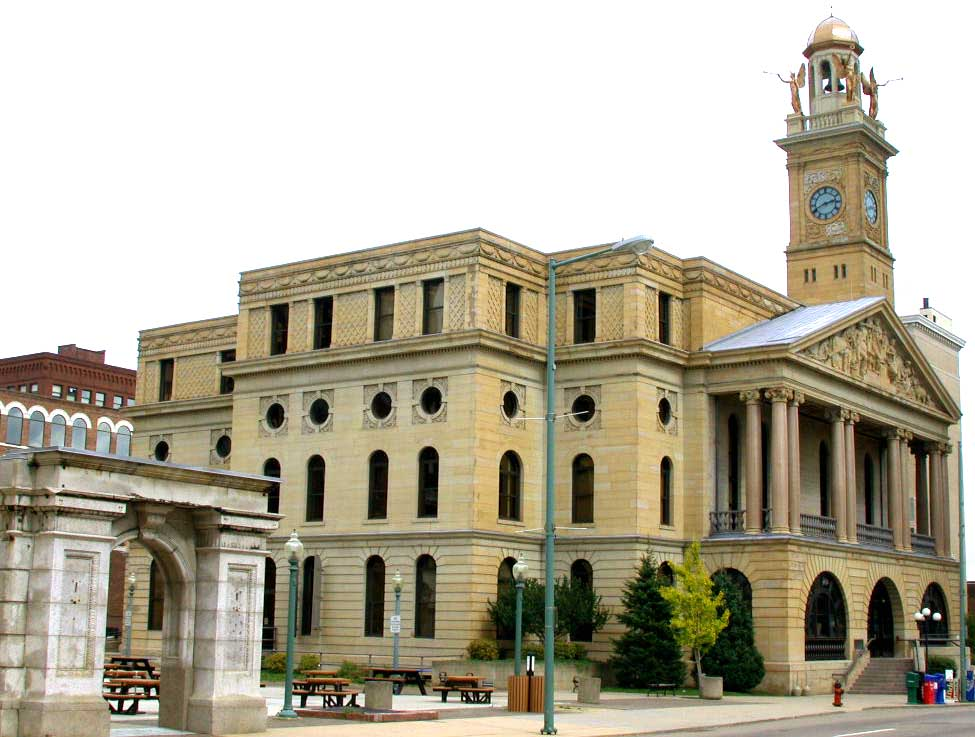
Alcaldía del condado.

Hay 148,316 cabezas de familia, de los cuales el 31.00% tienen menores de 18 años viviendo con ellos, el 54.20% son parejas casadas viviendo juntas, el 11.50% son mujeres que forman una familia monoparental (sin cónyuge), y 30.70% no son familias. El tamaño promedio de una familia es de 3 miembros.
En el condado el 24.80% de la población tiene menos de 18 años, el 8.30% tiene de 18 a 24 años, el 27.80% tiene de 25 a 44, el 24.00% de 45 a 64, y el 15.10% son mayores de 65 años. La edad media es de 38 años. Por cada 100 mujeres hay 92.40 hombres. Por cada 100 mujeres mayores de 18 años hay 88.40 hombres.
Tabla de la evolución demográfica:
|       | 1900  | 1910   | 1920   | 1930   | 1940   | 1950   | 1960   | 1970   | 1980   | 1990   | 2000   |
| ----- | ----- | ------ | ------ | ------ | ------ | ------ | ------ | ------ | ------ | ------ | ------ |
| TOTAL | 94747 | 122765 | 167993 | 177218 | 221784 | 234887 | 283194 | 340345 | 372210 | 378823 | 367585 |

## Economía
Los ingresos medios de un cabeza de familia el condado es de $39,824 y el ingreso medio familiar es $47,747. Los hombres tienen unos ingresos medios de $37,065 frente a $23,875 de las mujeres. El ingreso per cápita del condado es de $20,417. El 9.20% de la población y el 6.80% de las familias están debajo de la línea de pobreza. Del total de gente en esta situación, 12.90% tienen menos de 18 y el 6.60% tienen 65 años o más.

## Municipalidades

### Ciudades

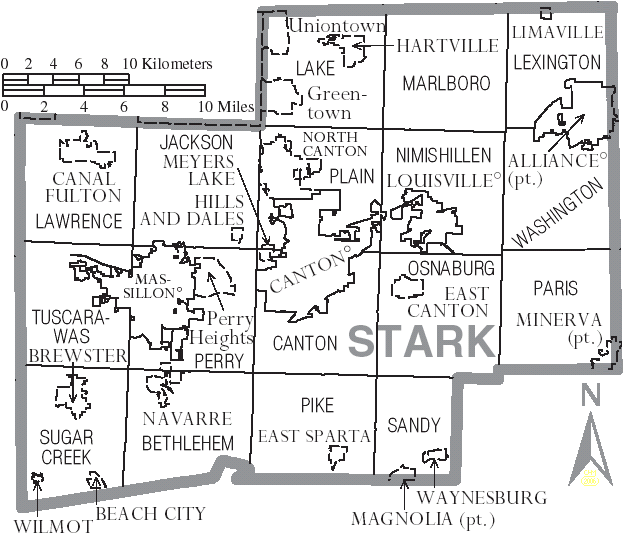
Mapa del condado.

| - Alliance - Canal Fulton - Canton | - Louisville - Massillon - North Canton |  |

### Villas y pueblos
| - Beach City - Brewster - East Canton - East Sparta | - Hartville - Hills and Dales - Limaville - Minerva - Magnolia | - Meyers Lake - Navarre - Waynesburg - Wilmot |

### Áreas incorporadas
| - Greentown - Perry Heights - Uniontown |

### Otras localidades
| - Avondale - Cairo - Marchand - Maximo | - Middlebranch - New Franklin - North Industry - North Lawrence | - Paris - Richville - Robertsville - Waco |

### Municipios
El condado de Stark está dividido en 17 municipios:
| - Bethlehem - Canton - Jackson - Lake - Lawrence - Lexington | - Marlboro - Nimishillen - Osnaburg - Paris - Perry - Pike | - Plain - Sandy - Sugar Creek - Tuscarawas - Washington |